# Bilel Saidani
Bilel Saidani (Biserta, 29 giugno 1993) è un calciatore tunisino, centrocampista dell'Al-Tahaddy.

## Carriera

### Club
Ha giocato nella massima serie dei campionati tunisino, qatariota ed egiziano.

### Nazionale
Nel 2019 ha giocato tre partite in nazionale.

## Palmarès

### Club

#### Competizioni nazionali
- Coppa di Tunisia: 1

Bizertin: 2012-2013